# Вельмбюттель
Вельмбюттель (нем. Welmbüttel) — община в Германии, в земле Шлезвиг-Гольштейн.
Входит в состав района Дитмаршен. Подчиняется управлению КЛьГ Теллингштедт. Население составляет 456 человек (на 31 декабря 2010 года). Занимает площадь 7,60 км².